# Cumbres Borrascosas (telenovela de 1963)
Cumbres Borrascosas es una telenovela peruana producida por América Televisión en 1963, adaptación para la televisión de la obra homónima de la escritora Emily Brontë, con la participación de Ricardo Blume y Saby Kamalich.

## Elenco
- Ricardo Blume: Heathcliff
- Saby Kamalich: Catherine
- Silvia Gálvez
- Connie Bushby
- Milagros Fernandini
- Carlos Iglesias